# Юрай Крнєвич
Юрай Крнєвич (хорв. Juraj Krnjević, нар. 19 лютого 1895 р., Іванич-Град, Королівство Хорватія, Австро-Угорщина — пом.9 січня 1988 р., Лондон) — хорватський політик і юрист. Один з керівників Хорватської селянської партії в добу першої Югославії та в еміграції після Другої світової війни.

## Життя й діяльність до 1929 р
Народився в ремісничій сім'ї. 1914 року закінчив класичну гімназію в Загребі, вивчав право у Відні та Будапешті. Після здобуття ступеня доктора права в 1919 р. повернувся в Хорватію. Вступає в ХСП, і незабаром стає одним з найближчих соратників Степана Радича. 1 липня 1923 його обрано секретарем ХСП, а з 1928 року — Генеральним секретарем ХСП.
Обирався депутатом Установчих зборів 1920 р. і Національних Зборів Королівства СХС 1923, 1925 і 1927 року. Після того, як указ уряду Королівства СХС від 30 грудня 1920 р., яким оголошувалося звуження різних демократичних прав громадян, на початку 1925 р. було застосовано і щодо ХСП, Крнєвича разом з Радичем та іншими партійними вождями було заарештовано. Після угоди Радича з Ніколою Пашичем, Крнєвич став міністром соціальної політики в коаліційному уряді 1925—1927 рр. У 1927 р. обирається тимчасовим секретарем скупщини Загребської області, пізніше перебуває на посаді керівника Управління соціального забезпечення області.

## Еміграція (1929—1939)
З упровадженням королем Югославії Александром I Карагеоргієвичем диктатури 6 січня 1929 р. Крнєвич опинився в еміграції. Перебував здебільшого в Женеві, та неодноразово їздив у Париж і Лондон. У жовтні 1930 року в Зальцбурзі відбулася зустріч Мачека, Анте Павелича, Августа Кошутича і Юрая Крнєвича, на якій, за деякими даними, було досягнуто домовленостей про подальшу координацію дій у зарубіжних країнах (Італія, Франція, Англія).
Як представник Мачека Юрай підтримував зв'язок з урядами західних демократій, Франції і Великої Британії, та Лігою Націй тощо. У цій діяльності він протистояв еміграції усташів, яка була орієнтована на фашистські режими Італії та Німеччини. Крнєвич підтримував західну демократію, засуджував фашизм і боровся проти впливу крайніх хорватських націоналістів, т. зв. «франковців», в еміграції і в Хорватії, а усташів засуджував як італійських найманців. За це Младен Лоркович в листі, надісланому Владкові Мачеку в 1936 р., називає його зрадником хорватського народу.

## Повернення на батьківщину (1939—1941)
Мачек писав у своїх мемуарах, що саме попередження Крнєвича про те, що війна неминуча, заохотило його укласти угоду з Драгішею Цветковичем, яку було підписано за п'ять днів перед нападом Німеччини на Польщу. Незадовго після цього Крнєвич повернувся в країну. Його було призначено сенатором. Він став генеральним секретарем ХСП. Працював над втіленням угоди в життя, одночасно борючись із впливами як франковців, так і комуністів у Хорватії.

## Друга еміграція (1941—1945)
Після нападу нацистських і фашистських військ на Югославію в 1941 р. Мачек за попередньою домовленістю виходить із югославського уряду, і його 8 квітня заміщує на посаді віце-прем'єра Крнєвич. Разом з іншими членами уряду він відправляється в еміграцію, де буде основним представником ХСП (Мачек залишився в Хорватії). В емігрантському уряді в Лондоні з квітня 1941 р. до середини 1944 р. Крнєвич перебував на посаді міністра і віце-прем'єра. Він протидіяв великосербським зазіханням урядовців сербського походження та намагався отримати гарантії відновлення статусу хорватської бановини після війни.
У березні 1943 р. Крнєвич надіслав «Настанови для діяльності Хорватської селянської партії». На відміну від стратегії пасивного очікування Мачека він закликав до активнішої позиції у боротьбі проти окупантів і режиму усташів. Причиною цього було зміцнення великосербських сил на чолі з Дражею Михайловичем як командувачем Югославської армії на батьківщині, з одного боку, та посилення Національно-визвольного руху, очоленого комуністами, з іншого. Проте ці його побажання керівництво ХСП в країні, яке очолював Август Кошутич, виконати не могло в силу своєї розрізненості і нерішучості та великої переваги сил, досягнутої партизанами під керівництвом Комуністичної партії Югославії в Хорватії. ХСП була не в змозі створити самостійний рух опору, а тим, хто приєднався до національно-визвольного руху і заснував Виконавчий комітет ХСП, довелося змиритися з пануванням комуністів.
У своїй роботі головним представником ХСП у вигнанні Крнєвич намагається переконати союзників, що ХСП як і раніше є найпотужнішою політичною силою в країні, а Мачек залишається безперечним лідером хорватського народу. Союзницькі сили, однак, зробили висновок, що вони не є надійними союзниками і не мають реальної влади, отож, на Тегеранській конференції 1 грудня 1943 р. вирішили підтримати партизанів Тіто. Залишившись без британської підтримки, Крнєвич втратив реальний вплив. Під тиском із боку Британії на початку червня 1944 р. король Петар II розпускає уряд прем'єр-міністра Божидара Пурича, в якому Крнєвич був віце-прем'єром, а головою Ради міністрів призначає хорватського бана, члена ХСП Івана Шубашича, який вважався поміркованим політиком, схильним до компромісів. Крнєвич втрачає місце в уряді. Шубашич укладає угоду з Національним комітетом визволення Югославії та його головою Йосипом Броз Тіто про склад нового уряду. Крнєвич відмовляється визнати нову ситуацію. Як генеральний секретар ХСП і головний представник партії за кордоном він стверджує, що партія не надавала повноважень укладати таку угоду, і що при цьому не було враховано волю хорватського народу. Та внаслідок внутріпартійних розбіжностей Крнєвич більше не здатен впливати на ситуацію. Британці роблять висновок, що ХСП більше не є істотним політичним чинником.

## Третя еміграція (1945—1988)
Після визволення Белграда Шубашич та деякі інші члени ХСП в югославському уряді переїжджають до Югославії. Крнєвич і після Другої світової війни залишається за кордоном. Комуністи вже через півроку після війни, ще до виборів у Конституційні збори ФНРЮ 11 листопада 1945 р., розвіяли ілюзії представників ХСП та будь-яких інших «громадянських» партій, які могли б відігравати роль у політичному житті другої Югославії. У цьому їм допоміг розбрат між партіями, а також всередині самої ХСП. Хоча формально ХСП та інші партії діяли в країні ще кілька років, в Югославії утверджувалася комуністична тоталітарна держава. Крнєвич у вигнанні організовує опір новому режиму. У наступні роки у співпраці з Мачеком він утворює відділення ХСП по світу. Облишивши спроби розв'язання хорватського питання в рамках Югославії, він тепер обстоює ідею самостійної хорватської держави. Після смерті Мачека в 1964 р. обираєтся головою ХСП і на цій посаді залишається до кінця життя в 1988 р. Деякий час він також був редактором партійного друкованого органу Dom (Домівка).
В еміграції в 1980 році Крнєвич засновує Центральний комітет ХСП. Після його смерті не було обрано ні нового голови партії, ні Виконавчого комітету у складі п'ятьох членів. ЦК в травні 1991 року передає свої повноваження новому керівництву об'єднаної ХСП в новоутвореній Республіці Хорватія.
Помер у Лондоні 9 січня 1988 року. Його останки перенесено на батьківщину і поховано з почестями 19 червня 1998 на загребському кладовищі Мирогой Покоїться у гробниці в аркадах Мирогоя.